# Amphilochoides boecki
Amphilochoides boecki is een vlokreeftensoort uit de familie van de Amphilochidae. De wetenschappelijke naam van de soort is voor het eerst geldig gepubliceerd in 1892 door Sars.